# Cardamine waldsteinii
Cardamine waldsteinii är en korsblommig växtart som beskrevs av William Turner Thiselton Dyer. Cardamine waldsteinii ingår i släktet bräsmor, och familjen korsblommiga växter. Inga underarter finns listade i Catalogue of Life.